# Maxwell Anderson
James Maxwell Anderson (Atlantic, Pensilvania, 1888-Stamford, Connecticut, 1959) fue un dramaturgo estadounidense. Escribió obras de teatro poético, recreaciones dramáticas históricas y libretos de comedias musicales; sin embargo, se le recuerda en especial por sus creaciones adaptadas al cine como Cayo Largo (1939).

## Biografía
Nació el 5 de diciembre de 1888 en Atlantic, siendo el segundo hijo de William Lincoln Anderson and Charlotte Perrimela (Stephenson) Anderson. 
Se licenció en la Universidad de Dakota del Norte en 1911 y consiguió el máster en la Universidad Stanford 3 años más tarde. Empezó de columnista en varios periódicos nacionales.
Falleció el 28 de febrero de 1959 debido a un accidente cerebrovascular.

## Premios y distinciones
Premios Óscar
| Año  | Categoría              | Película                 | Resultado |
| ---- | ---------------------- | ------------------------ | --------- |
| 1930 | Óscar al mejor escrito | Sin novedad en el frente | Candidato |